# Josip Turčik
Josip Turčik (* 23. November 1952) ist ein  ehemaliger jugoslawischer Fußballspieler. 

## Karriere
Josip Turčik wurde 1979/80 als Spieler des NK Maribor mit 19 Toren Torschützenkönig der 2. Liga. Eine Spielzeit später schoss er erneut 19 Tore und wechselte daraufhin zu den Stuttgarter Kickers. Für die Stuttgarter absolvierte er in der 2. Bundesliga 28 Spiele und schoss dabei neun Tore. In seiner zweiten Saison in Stuttgart bestritt Turčik jedoch nur acht Spiele und wechselte während der Saison zum österreichischen Erstligisten Grazer AK. Nach zwei Spielzeiten in Graz war Turčik bei der SV Oberwart in der 2. Liga und beim unterklassigen UFC Jennersdorf in Österreich aktiv.